# Ophioglossum balansae
Ophioglossum balansae là một loài dương xỉ trong họ Ophioglossaceae. Loài này được C. Chr. mô tả khoa học đầu tiên..
Danh pháp khoa học của loài này chưa được làm sáng tỏ. 